# Didier Courrèges
Didier Courrèges (Évreux, 15 de junho de 1960) é um ginete de elite francês. campeão olímpico do CCE por equipes, é professor da Escola Nacional de Equitação Francesa, a escola Cadre Noir.

## Carreira
Didier Courrèges representou seu país nos Jogos Olímpicos de 2000 e 2004, na qual conquistou no CCE por equipes a medalha de ouro, em 2004.